# Евровизия 1979
Евровизия 1979 е 24-то ежегодно издание на едноименния песенен конкурс.

## История
За първи път фестивалът напуска пределите на Европа. Провежда се на 31 март 1979 г. в Международния конгресен център „Биняней ха-ума“ в Йерусалим, Израел. Побеждават отново израелски изпълнители – Гали Атари и групата „Милк енд хони“. Тяхната песен „Алилуя“ се нарежда сред малкото успешни шлагери, останали популярни. Мнозина дори не подозират, че премиерата ѝ е била тъкмо на този фестивал. „Алилуя“ веднага се изкачва в класациите, а във Великобритания достига до 5-о място в „Топ ъф да попс“. С тази победа Израел става третата държава (след Испания през 1969 г. и Люксембург през 1973 г.), която успява да постигне успех в две последователни години.
Гласуването протича изключително драматично. Израелците повеждат още в самото начало, но впоследствие песента от Испания набира също точки, изравнява ги и дори става първа. Към края на гласуването Испания има вече 116 точки, с една повече от Израел (115). Последното жури, което съобщава гласовете си, е точно испанското, което според правилника не може да оценява собствената си песен. На „Алилуя“ ѝ трябват две точки, за да победи. Испанците ѝ дават цели 10 и така решават изхода на фестивала. Когато испанците съобщават точките, цялата зала избухва в овации. Вестниците в Израел спекулират, че след като вижда опасността да победи, Испанската телевизия е помолила собственото си жури да даде повече гласове на „Алилуя“, защото не е разполагала с достатъчно финанси да домакинства през следващата година.

## Музика и политика
Колкото организаторите му се опитват да го държат встрани от политическите страсти, за което има специални клаузи в правилника за провеждането му, толкова фестивалът „Евровизия“ постоянно е в центъра на всички политически интриги на континента и извън него. Това е особено видно през тази година, когато домакин е Израел. Първият скандал отеква в Турция. Местната телевизия TRT първоначално подава заявка за участие и дори избира своите представители – Мария Рита Епик и групата „21-ви перон“ с песента „Seviyorum“ („Любов“).
Арабските страни, които по това време единно не признават Израел за суверенна държава, особено тези, които до предходната година са излъчвали фестивала, изразяват шумно неодобрение и започват натиск над турското правителство да бойкотира конкурса. В медиите се прокрадват съобщения, че под въпрос са били поставени дори търговски договори, ако турците все пак пеят в Йерусалим. В крайна сметка Турция решава да не жертва добрите си контакти с държавите, с които има обща религия, и оттегля участието си, но правителството позволява на държавната телевизия все пак да излъчи конкурса.
Вторият скандал идва от Югославия. Тази страна е основател на Движението на необвързаните, а нейният президент Йосип Броз Тито се смята за негов негласен лидер, макар по това време официален председател да е Фидел Кастро. Организацията обединява страни от Третия свят, които не членуват в никакви политически и икономически общности, сред които са и почти всички арабски държави. Логично в Движението надделява негативното отношение към Израел, заради потъпкването правата на палестинското население в окупираните територии. Югославия, която иначе и бездруго от две години се е оттеглила от участие, решава да се възползва от момента и да поведе кампания за бойкот на фестивала, след като той ще се провежда в Израел. Властите в Белград обявяват, че не просто няма да участват, но и няма да излъчат конкурса нито директно, нито на запис, с което си спечелват допълнителни симпатии в арабския свят.
През 1979 г. „Евровизия“ не се излъчва и в останалите европейски социалистически страни, начело със Съветския съюз, въпреки че повечето предишни издания са били показвани по техните телевизии. С едно изключение – Румъния. Тя е единствената страна от Варшавския договор, която поддържа дипломатически отношения с Израел. А също единствената, която и в миналото си е позволявала разногласия със Съветския съюз, като например отказва да участва в потушаването на Пражката пролет. Румънската телевизия дори решава да излъчи фестивала директно, а не на запис. Гледат го и в Исландия, която все още не участва в него. Извън Европа той се ретранслира и в Хонконг.
Напрегнатата обстановка в Израел – постоянните терористични заплахи, идващи от Палестина, а също и недоволството на ортодоксалните евреи, за които подобен конкурс е равносилен на богохулство – принуждават организаторите да предприемат безпрецедентни мерки за сигурност. Делегациите на всички страни-участнички са строго охранявани и конвоирани навсякъде из града-домакин. Багажите им са претърсени основно още при кацането на летището. Проблем възниква около швейцарската делегация. В куфарите на изпълнителите са намерени десетки зеленчукови консерви. Освен това те носят със себе си гребла и селскостопански инвентар. Налага се швейцарците да обясняват, че предпочитат да се хранят със собствена храна, а странният товар им е нужен като декор за изпълнението на сцената.

## Диско
През 1979 г. всичко е диско. Стилът е завладял музикалната индустрия, нощните клубове, дискотеките, телевизиите и радиостанциите. Няма как „Евровизия“ да страни от този процес. Още третата песен – от Дания – е диско, както и почти всяка втора след нея. Най-големият хит обаче идва от Германия. Групата „Чингис хан“ се представят с едноименната композиция, която само броени дни след фестивала започва триумфалното си шествие на планетата и се превръща в голям дискотечен хит, който оглавява повечето световни класации. Но журитата на фестивала не мислят толкова модерно и, както се е случвало и в миналото, отреждат на един от най-големите хитове за годината едва 4-то място.

## Дебют, завръщане и разочарование
Италианската група „Матиа базар“, която впоследствие записва много успешни песни и става визитна картичка на страната си за години напред, дебютира на „Евровизия“ с вероятно най-слабата си композиция. Тя заема незавидното 15-о място и остава незабелязана. Последвалия си успех групата по никакъв начин не дължи на появата си на този конкурс.
Четирима изпълнители, които вече са се появявали на фестивала, участват отново през тази година. Франция изпраща Ан-Мари Давид, която през 1973 г. печели първото място, представяйки Люксембург, нидерландката Сандра е пяла през 1972 г., 1976 г., Анита Скорген от Норвегия е позната от 1977 г. и швейцарците Петер, Сю и Марк вече са били на сцената през 1971 г. и 1976 г.
Белгийката Миша Мара е толкова разочарована и от класирането си (заема последно място) и от песента, която пее, че отказва да я запише в студио и никога не я издава на плоча. Това е една от малкото песни, участвали някога на Евровизия, които нямат студиен запис. Британските участници са нападнати от медиите в родината си, че са откраднали мотиви за своята песен от композиция на „Смоуки“. Това е последната година за много дълъг период напред, в която участва Монако. Княжеството се появява на конкурса само още веднъж – чак през 2004 г., след което се оттегля от „Евровизия“.

## Резултати
| №  | Страна         | Език         | Изпълнител/и                          | Песен                           | Превод                      | Точки | Място |
| -- | -------------- | ------------ | ------------------------------------- | ------------------------------- | --------------------------- | ----- | ----- |
| 01 | Португалия     | португалски  | Мануела Браву                         | „Sobe, sobe, balão sobe“        | „Лети, лети, балонче, лети“ | 64    | 9     |
| 02 | Италия         | италиански   | „Матиа базар“                         | „Raggio di luna“                | „Лунен лъч“                 | 27    | 15    |
| 03 | Дания          | датски       | Томи Сеебах                           | „Disco Tango“                   | „Диско танго“               | 76    | 6     |
| 04 | Ирландия       | английски    | Катал Дун                             | „Happy Man“                     | „Щастливец“                 | 80    | 5     |
| 05 | Финландия      | финландски   | Катри Хелена                          | „Katso sineen taivaan“          | „Гледам синьото небе“       | 38    | 14    |
| 06 | Монако         | френски      | Лоран Вагнер                          | „Notre vie, c’est la musique“   | „Нашият живот е музика“     | 12    | 16    |
| 07 | Гърция         | гръцки       | Елпида                                | „Σωκράτη“ („Сократи“)           | „Сократ“                    | 69    | 8     |
| 08 | Швейцария      | немски       | Петер, Сю, Марк, Пфури, Горпс и Книри | „Trödler und Co.“               | „Битпазари и ко.“           | 60    | 10    |
| 09 | Германия       | немски       | „Чингис хан“                          | „Dschinghis Khan“               | „Чингис хан“                | 86    | 4     |
| 10 | Израел         | иврит        | Гали Атари и „Милк енд хони“          | „הללויה“ („Hallelujah“)         | „Алилуя“                    | 125   | 1     |
| 11 | Франция        | френски      | Ан-Мари Давид                         | „Je suis l’enfant-soleil“       | „Аз съм слънчево дете“      | 106   | 3     |
| 12 | Белгия         | нидерландски | Миша Мара                             | „Hey Nana“                      | „Хей-на, на“                | 5     | 18    |
| 13 | Люксембург     | френски      | Джин Мансон                           | „J’ai déjà vu ça dans tes yeux“ | „Виждала съм го в очите ти“ | 44    | 13    |
| 14 | Нидерландия    | нидерландски | Сандра                                | „Colorado“                      | „Колорадо“                  | 51    | 12    |
| 15 | Швеция         | шведски      | Тед Ярдестад                          | „Satellit“                      | „Спътник“                   | 8     | 17    |
| 16 | Норвегия       | норвежки     | Анита Скурган                         | „Oliver“                        | „Оливер“                    | 57    | 11    |
| 17 | Великобритания | английски    | „Блак лейс“                           | „Mary Ann“                      | „Мери Ан“                   | 73    | 7     |
| 18 | Австрия        | немски       | Кристина Симон                        | „Heute in Jerusalem“            | „Днес в Ерусалим“           | 5     | 18    |
| 19 | Испания        | испански     | Бети Мисиего                          | „Su canción“                    | „Твоята песен“              | 116   | 2     |

## Гласуване
|                   |                | Гласуваща страна |    |    |    |    |    |    |    |    |    |    |    |    |    |    |    |    |    |    |    |
| Точки             |                |                  |    |    |    |    |    |    |    |    |    |    |    |    |    |    |    |    |    |    |    |
| Получаваща страна | Португалия     | 64               |    | 6  |    |    | 2  | 5  |    | 4  | 4  |    | 10 | 5  | 3  | 3  | 3  | 6  |    | 7  | 6  |
| Получаваща страна | Италия         | 27               | 8  |    |    |    | 8  |    |    |    |    |    |    |    |    |    |    | 3  |    |    | 8  |
| Получаваща страна | Дания          | 76               |    |    |    | 2  |    | 3  | 12 | 1  | 10 | 12 | 6  | 7  | 4  | 8  | 1  |    | 3  | 3  | 4  |
| Получаваща страна | Ирландия       | 80               | 5  | 5  | 5  |    | 6  |    | 10 | 6  | 6  | 3  |    | 10 | 7  |    | 8  | 5  | 4  |    |    |
| Получаваща страна | Финландия      | 38               |    | 7  |    |    |    |    | 7  | 8  | 5  |    | 5  |    | 6  |    |    |    |    |    |    |
| Получаваща страна | Монако         | 12               | 1  | 2  | 4  |    |    |    |    |    |    |    | 3  |    |    |    |    |    |    |    | 2  |
| Получаваща страна | Гърция         | 69               | 10 |    | 1  | 4  |    | 7  |    | 7  | 2  | 10 | 4  | 1  | 5  | 7  | 2  |    |    | 2  | 7  |
| Получаваща страна | Швейцария      | 60               |    |    | 7  | 1  | 10 | 2  | 2  |    | 7  | 4  | 7  |    |    |    |    | 8  |    | 12 |    |
| Получаваща страна | Германия       | 86               | 2  | 1  | 12 | 5  | 3  | 12 |    |    |    | 6  | 12 | 4  | 1  | 2  | 6  |    | 8  |    | 12 |
| Получаваща страна | Израел         | 125              | 12 |    | 6  | 12 | 12 | 8  | 4  | 5  |    |    | 1  | 2  | 8  | 1  | 12 | 12 | 12 | 8  | 10 |
| Получаваща страна | Франция        | 106              | 6  | 10 |    |    | 1  | 10 | 8  | 10 |    | 5  |    | 6  | 12 | 12 | 5  | 7  | 6  | 5  | 3  |
| Получаваща страна | Белгия         | 5                |    |    | 2  |    |    |    |    |    | 1  |    |    |    |    |    |    |    | 2  |    |    |
| Получаваща страна | Люксембург     | 44               | 7  |    |    | 3  | 4  | 4  | 5  | 3  |    |    | 2  |    |    | 4  |    | 2  | 10 |    |    |
| Получаваща страна | Нидерландия    | 51               |    |    | 8  | 10 | 5  |    | 3  |    | 3  | 7  |    | 3  |    |    | 4  | 4  |    | 4  |    |
| Получаваща страна | Швеция         | 8                |    |    |    | 6  |    |    | 1  |    |    | 1  |    |    |    |    |    |    |    |    |    |
| Получаваща страна | Норвегия       | 57               | 3  | 3  |    | 8  |    | 6  |    |    |    | 2  |    | 8  | 2  | 6  | 10 |    | 7  | 1  | 1  |
| Получаваща страна | Великобритания | 73               | 4  | 8  | 10 | 7  | 7  | 1  |    | 2  | 8  |    |    |    |    | 5  |    | 10 |    | 6  | 5  |
| Получаваща страна | Австрия        | 5                |    | 4  |    |    |    |    |    |    |    |    |    |    |    |    |    |    | 1  |    |    |
| Получаваща страна | Испания        | 116              |    | 12 | 3  |    |    |    | 6  | 12 | 12 | 8  | 8  | 12 | 10 | 10 | 7  | 1  | 5  | 10 |    |

## 12 точки
Държави, получили 12 точки:
| Брой | Получаваща страна | Гласуваща страна                                                  |
| ---- | ----------------- | ----------------------------------------------------------------- |
| 6    | Израел            | Португалия, Ирландия, Финландия, Швеция, Норвегия, Великобритания |
| 4    | Германия          | Дания, Франция, Испания, Монако                                   |
| 4    | Испания           | Италия, Швейцария, Германия, Белгия                               |
| 2    | Франция           | Люксембург, Нидерландия                                           |
| 2    | Дания             | Гърция, Израел                                                    |
| 1    | Швейцария         | Австрия                                                           |

## Галерия
- Международен конгресен център „Биняней ха-ума“
- Томи Сеебах
- Петер, Сю и Марк
- Ан-Мари Давид
- Сандра
- „Чингис хан“
- Гали Атари (на снимката), заедно с групата „Милк енд хони“ печелят втора поредна победа за Израел